# غييرمو دوران
غييرمو دوران (بالإسبانية: Guillermo Durán)‏ مواليد 6 يونيو 1988، هو لاعب كرة مضرب أرجنتيني ويحتل حالياً المرتبة رقم. 507 (21 يوليو 2014) في تصنيف رابطة محترفي كرة المضرب.

## روابط خارجية
- غييرمو دوران على موقع رابطة محترفي التنس (الإنجليزية)
- غييرمو دوران على موقع الاتحاد الدولي لكرة المضرب (الإنجليزية)
- غييرمو دوران على موقع خلاصة التنس.كوم (الإنجليزية)
- غييرمو دوران على موقع أوليمبيديا (الإنجليزية)
- غييرمو دوران على موقع اللجنة الأولمبية الأرجنتينية (الإسبانية)